# بنغكولو (مدينة)
بنغكولو (بالإنجليزية: Bengkulu (city))‏ هي مدينة في إندونيسيا و city with hundreds of thousands of inhabitants تقع في إندونيسيا في بنغكولو. يقدر عدد سكانها بـ 308,756 نسمة ومساحتها 144.52 كم2 وترتفع عن سطح البحر 2 متر.

## أعلام
- فاطمة واتي